# Drengene Fra Angora (album)
Drengene Fra Angora er et album af den danske komikergruppe, der bestod Esben Pretzmann, Rune Tolsgaard og Simon Kvamm, som sammen lavede satireprogrammet Drengene fra Angora, der blev sendt på DR. Albummet består af de sange, som indgik i de forskellige afsnit. 
Thomas Troelsen har spillet instrumenter på numrene 1, 5, 10-12. Ole Kibsgaard spillede guitar, bas og harmonika på sangen "	Öresunds-Visan". Sangene er primært parodier af forskellige musikgenrer eller musikgrupper. Eksempelvis er "Gummi - Nej Tak" en efterligning af Linkin Parks musikstil, mens "Kun Minderne Tilbage" efterligner Nik & Jay.
Da alle sangene indgik i tv-serien, blev der produceret musikvideoer til dem alle. Disse omhandler sangenes indhold, og er optaget på forskellige lokationer. Sangen "Ridderproblemer" benytter bl.a. bliden på Middelaldercentret.
Albummet modtog i december 2020 seks-dobbelt platin for 120.000 eksemplarer.

## Modtagelse
Albummet modtog fire ud af seks stjerner i musikmagasinet GAFFA.
Sangen "Team Easy On" debuterede som #1 på Tracklisten, og holdt denne placering i 11 uger. Den var på listen i sammenlagt 29 uger. Julesangen "Jul i Angora" nåede også ind på den danske singlehitliste, hvor den toppede som #15. Den var på listen i sammenlagt 24 uger. Albummet selv debuterede som #1 på Album Top-40 og var på listen i 18 uger.

## Spor
1. "Drengene Fra Angora (Tema)" - 1:08
2. "Blind Date" - 3:40
3. "Gummi - Nej Tak" - 3:32
4. "Rejsesangen" - 3:29
5. "Tennisbolden" - 3:48
6. "Kun Minderne Tilbage" - 3:04
7. "Öresunds-Visan" - 3:45
8. "Har Jeg Bildæk?" - 4:21
9. "Voksenbaby.dk" - 3:24
10. "Ridder-Problemer" - 3:05
11. "De Skal Have Baghjul Nede I Touren" - 3:11
12. "Jul I Angora" - 3:59

Bonus Tracks
13. "Det' Swing Og Det' Jazz Og Det' Boogie" - 1:06
14. "Det Bette Egern" - 1:30
15. "Den Forfærdelige Musefælde" - 1:18
16. "En Dørmand Har Sgu Følelser" - 4:39